# New Galloway
New Galloway är en stad i civil parish Kells, i kommun Dumfries and Galloway, i Skottland. Staden är belägen 30,5 km från Kirkcudbright. Staden hade 338 invånare år 1971. New Galloway var en burgh från 1630 till 1975.